# برینسماد (داکوتای شمالی)
برینسماد(به انگلیسی: Brinsmade) شهری در ایالت داکوتای شمالی کشور ایالات متحده آمریکا است که جمعیت آن در سرشماری سال ۲۰۱۰ میلادی، ۳۵ نفر بوده‌است.